# Benjamin Rutherford Fitz
Pour les articles homonymes, voir Fitz.
Benjamin Rutherford Fitz, né le 5 février 1855 à New York dans l'État de New York et mort le 27 décembre 1891 à Peconic dans le même État aux États-Unis, est un peintre américain.

## Biographie
Benjamin Rutherford Fitz naît à New York en 1855. Après la mort de son père en 1868, il grandit à Peconic dans le comté de Suffolk dans l'agglomération new-yorkaise. À partir de 1877, il étudie à l'académie américaine des beaux-arts jusqu'en 1880, puis fréquente brièvement l'Art Students League of New York, avant de partir la même année en Allemagne ou il étudie avec le peintre Ludwig von Löfftz à l'académie des beaux-arts de Munich. Sur place, il côtoie d'autres peintres américains, comme J. Ottis Adams, William Forsyth (en) ou Joseph Frank Currier.
Il rentre aux États-Unis en 1884 et expose la même année à l'académie américaine des beaux-arts le tableau The Reflection, qui représente une femme nue debout au bord d'un étang, mélange de genre peu habituel à l'époque. Il peint par la suite des paysages, des nues, des scènes de genre et des portraits, réalisant notamment celui du peintre Horatio Walker lors de son élection à l'académie en 1891. Ami du peintre Dwight William Tryon, il séjourne régulièrement avec lui sur l'île de Long Island. En 1889, il épouse Harriet R. Fanning. En 1891, il expose pour la septième fois à l'académie américaine des beaux-arts, avant de mourir prématurément à la fin de l'année.
Ces œuvres sont notamment visibles ou conservées au Brooklyn Museum, au musée de la ville de New York et à l'académie américaine des beaux-arts de New York, au Smithsonian American Art Museum de Washington et au Smith College Museum of Art de Northampton. 

## Œuvres

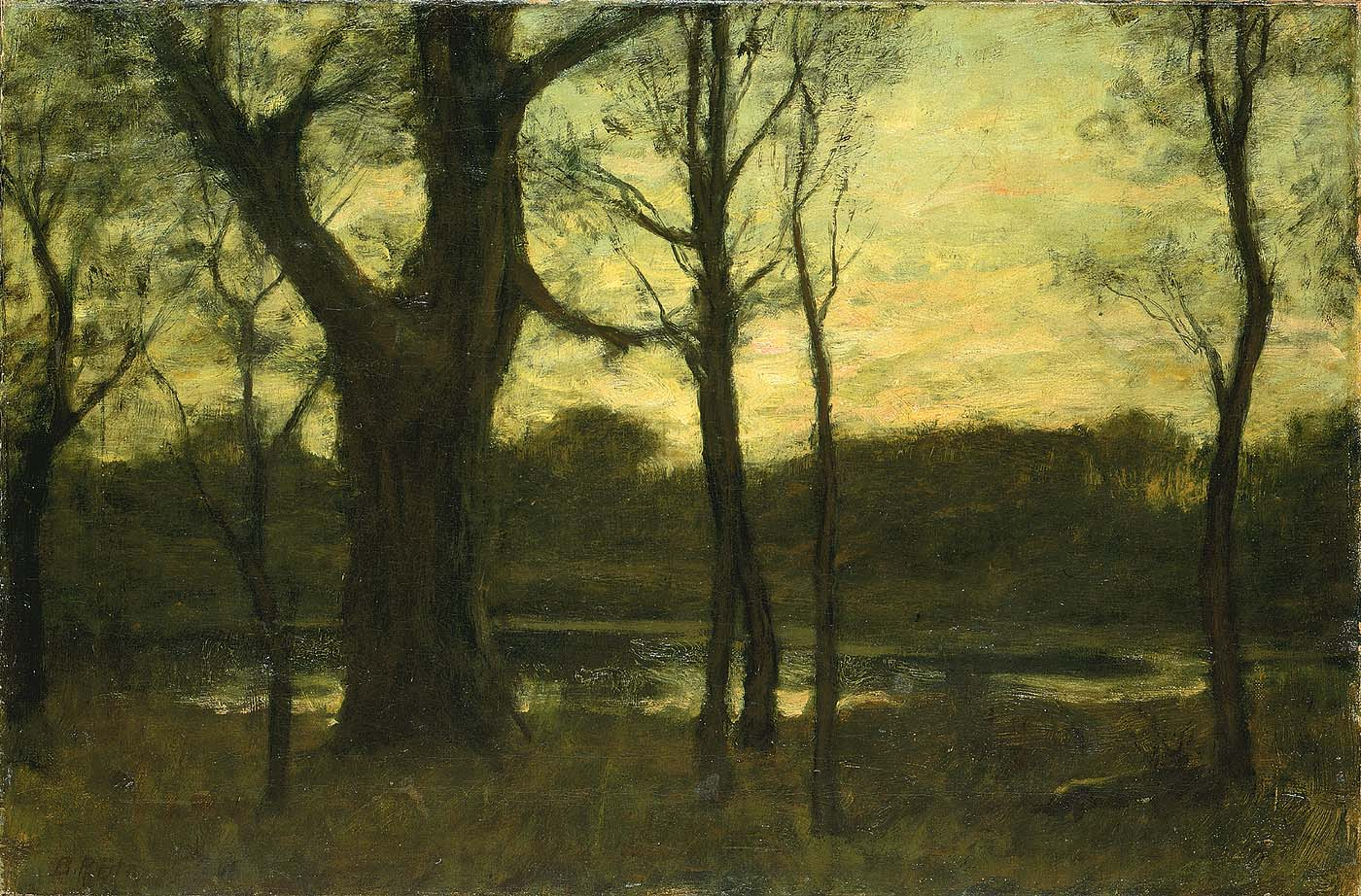
A Pool in the Forest, sans date, Smithsonian American Art Museum
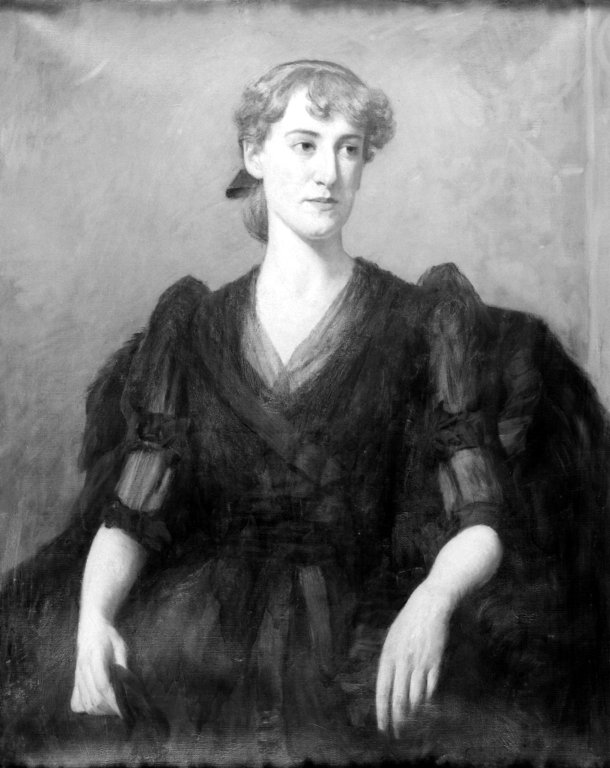
Portrait of Edwina M. Post, entre 1890 et 1891, Brooklyn Museum